# David Raya
David Raya Martín (født 15. september 1995) er en spansk professionel fodboldspiller, som spiller for Premier League-klubben Arsenal og Spaniens landshold.

## Klubkarriere

### Blackburn Rovers
Efter at have spillet for UE Cornellà på ungdomsniveau, så skiftede Raya i 2012 til Blackburn Rovers, hvor han blev del af akademiet. Han skrev sin første professionelle kontrakt med klubben i februar 2014. Han blev i 2014-15 sæsonen udlejet til Southport, hvor han gjorde sin førsteholdsdebut. Efter han vendte tilbage fra leje, debuterede han i april 2015 for Blackburns førstehold.
Raya tilbragte de næste to sæsoner som andetvalgsmålmand for Blackburn. Efter at klubben i 2016-17 led nedrykning til League One, forlod førstevalgsmålmand Jason Steele, og Raya overtog rollen som førstevalg.

### Brentford
Efter mere end 100 kampe for Blackburn, skiftede Raya i juli 2019 til Brentford. Raya holdt rent bur 16 gange i sin debutsæson, som resulterede i at han delte Golden Glove-prisen med Bartosz Białkowski, som de målmænd med flest gange rent bur i sæsonen.

### Arsenal
Raya skiftede i august 2023 til Arsenal på en lejeaftale, som inkluderede en købsoption. Der var ved de første uger i sæsonen et spørgsmål om hvem der skulle være førsteholdsmålmand, da Arsenal allerede havde en etableret målmand i Aaron Ramsdale. Det blev dog i løbet af sæsonen klart, at Raya var det nye førstevalg. Han holdte i 2023-24 sæsonen rent bur i 16 kampe, hvilke var flere end nogen anden målmand, og han vandt dermed Golden Glove-prisen. Det blev i juli 2024 annonceret, at Arsenal aktiverede købsoptionen, og Raya skiftede dermed permanent til klubben.

## Landsholdskarriere
Raya debuterede for Spaniens landshold den 26. marts 2022.

## Titler
Spanien
- UEFA Nations League: 1 (2022-23)

Individuelle
- Championship Golden Glove: 1 (2019-20)
- Premier League Golden Glove: 1 (2023-24)